# Гексамерин
Гексамерин (личиночный запасающий белок, англ. LSP, larval storage protein) — белок насекомых, относится к классу фенолоксидаз. Используется как резерв питательных веществ, как правило, личинками во время линьки, однако обнаруживается и у взрослых насекомых. За пределами класса насекомых не встречается.
Молекулярный вес гексамеринов составляет в среднем порядка 500 килодальтон, вес одной субъединицы белка — от 72 до 90 кДа.
Гексамерин находится в жировых клетках крови насекомых. У личинок насекомых с неполным превращением этот белок занимает первое место по содержанию в гемолимфе. Показано, что наибольшая концентрация гексамерина в организме насекомых наблюдается перед линькой. Сразу после линьки концентрация этого белка уменьшается.
С эволюционной точки зрения гексамерин является потомком гемоцианина членистоногих, таких, как ракообразные и хелицеровые. Гексамерин утратил активный центр с атомами меди и, как следствие, способность переносить кислород. Долгое время считалось, что у насекомых отсутствуют собственно гемоцианины. Однако в 2003 году гемоцианин был обнаружен и у насекомого — веснянки Perla marginata.